# Przemysław Szymiński
Przemysław Szymiński est un footballeur polonais né le 24 juin 1994 à Katowice. Il évolue au poste de défenseur à l'AC Reggiana, en prêt de Frosinone Calcio.

## Biographie

### En club
Avec l'équipe du Wisła Płock, il joue 37 matchs en première division polonaise, inscrivant trois buts.

### En équipe nationale
Avec les espoirs, il participe au championnat d'Europe espoirs en 2017, mais en restant sur le banc des remplaçants.